# Parnassius boedromius
Parnassius boedromius — дневная бабочка семейства Парусники (Papilionidae). Один из самых мелких видов рода и семейства в целом.

## Ареал
Характеризуется разорванным на отдельные локальные участки ареалом. Встречается только на участке вдоль границ Киргизии, Казахстана и Синьцзян (Китай). В Казахстане достоверно обитает на хребтах Заилийский Алатау, Кюнгёй-Ала-Тоо и Терскей Ала-Тоо.

## Биология
Обитает на крутых южных и юго-западных склонах. Встречается у снежных пятен снежников на высотах от 2700 до 3500 м н.у.м. Преимущественно населяет осыпи с редкой высокогорной разнотравной растительностью. Бабочки летают в июле. Бабочки держатся возле скал и крутых подскальных осыпей. Их полёт продолжительный, стремительный, мощный, часто парящий. Бабочки ведут исключительно дневной образ жизни и активны только в солнечную погоду. Нуждаясь в дополнительном питании, они охотно посещают цветущие растения. Локальный вид, встречающийся изолированными компактными популяциями, бабочки в которых летают в очень ограниченных стациях, часто не более 30 на 30 метров. Гусеницы питаются на Lagotis decumberls и Lagotis integrifolia.

## Подвиды
- Parnassius boedromius hohlbecki Avinoff, 1913
- Parnassius boedromius martiniheringi Bryk & Eisner, 1930
- Parnassius boedromius prasolovi Kreuzberg, 1986
- Parnassius boedromius sokolovi Kreuzberg, 1990.

## Охрана
Включен в Красную книгу Казахстана, как «редкий вид».